# Plouescat
Plouescat település Franciaországban, Finistère megyében. Lakosainak száma 3549 fő (2022. január 1.). Plouescat Cléder és Plounévez-Lochrist községekkel határos.

## Népesség
A település népességének változása:
| Lakosok száma | 4003 | 3935 | 3689 | 3741 | 3557 | 3471 | 3446 | 3497 | 3522 | 3549 |
|               | 1968 | 1982 | 1990 | 2006 | 2013 | 2015 | 2017 | 2019 | 2020 | 2022 |